# Colias nastes
La colias ártica blanca (Colias nastes) es una especie de insecto lepidóptero de la familia Pieridae. Se encuentra en el norte de Escandinavia, norte de Rusia (península de Taimyr, península de Yamal, Nueva Zembla, norte de los montes Urales), así como en Groenlandia y Norteamérica hasta las Montañas Rocosas.

## Subespecies
Se reconocen las siguientes subespecies:
- Colias nastes aliaska
- Colias nastes dezhnevi
- Colias nastes ferrisi
- Colias nastes moina
- Colias nastes nastes
- Colias nastes streckeri